# 因格爾 (加利福尼亞州)
因格爾（英語：Ingle）是位於美國加利福尼亞州弗雷斯諾縣的一個非建制地區。該地的面積和人口皆未知。

## 地理
因格爾的座標為36°43′17″N 120°15′24″W / 36.72139°N 120.25667°W，而該地的平均海拔高度為50米（即164英尺）。